# ريج بارتون
ريج بارتون (بالإنجليزية: Reg Barton)‏ (4 مارس 1942 بتشستر في المملكة المتحدة - ) هو لاعب كرة قدم بريطاني في مركز حراسة المرمى. لعب مع نادي كوناهس كواي ونادي تشستر سيتي وNantlle Vale F.C. ‏.